# 圣亚纳堂 (布鲁日)

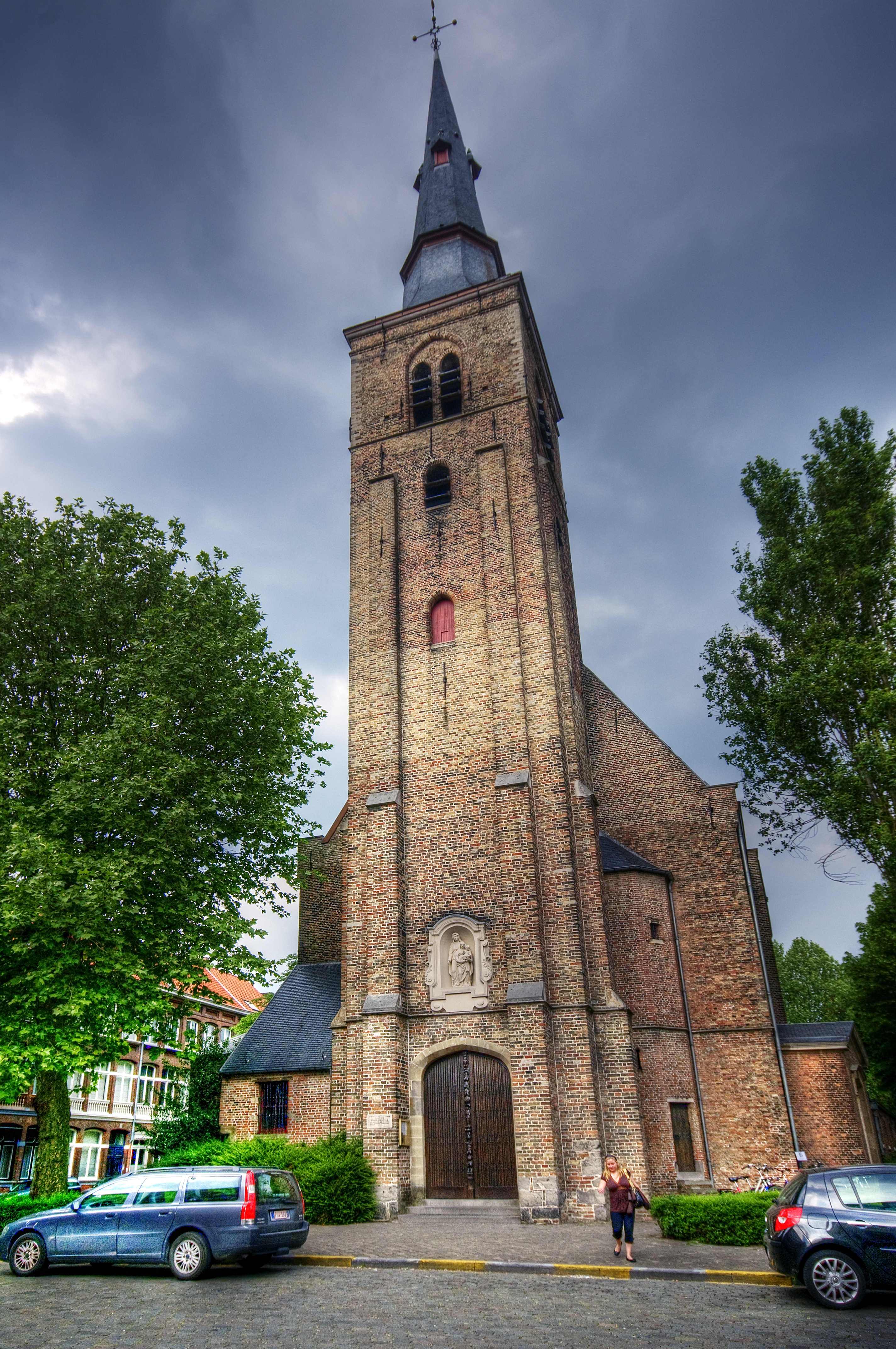

圣亚纳堂（Sint-Annakerk）是一座罗马天主教教堂，位于比利时城市布鲁日。它于17世纪早期重建，室内设计为典型的巴洛克风格。该堂的主保圣人是圣亚纳。

## 历史

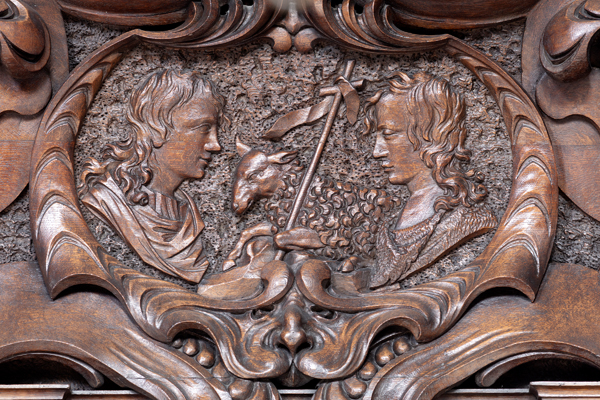
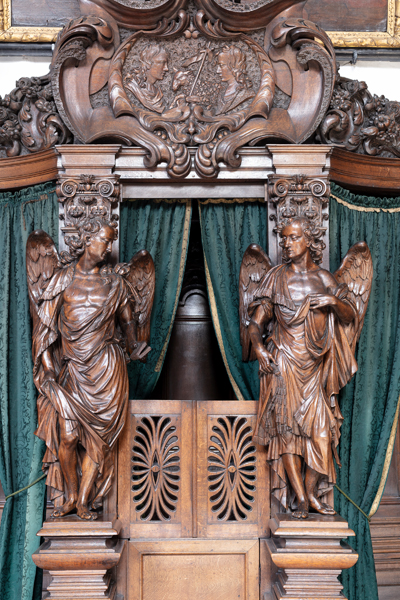
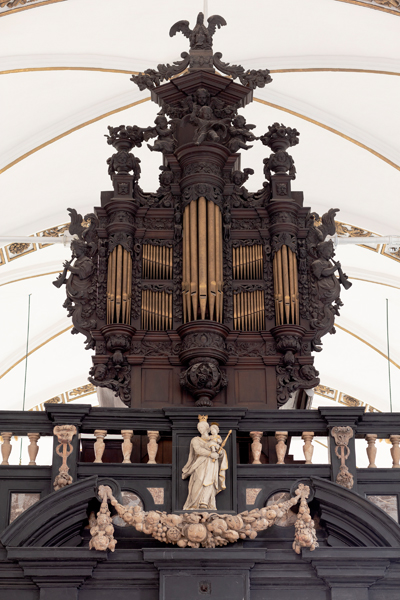
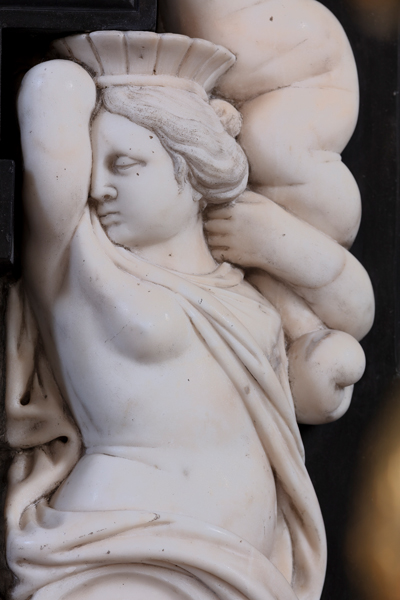
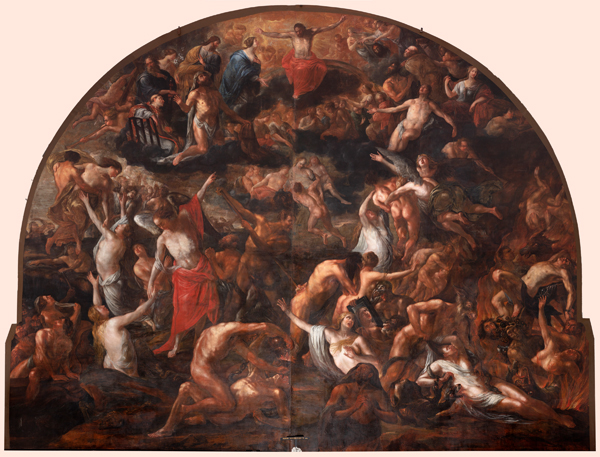
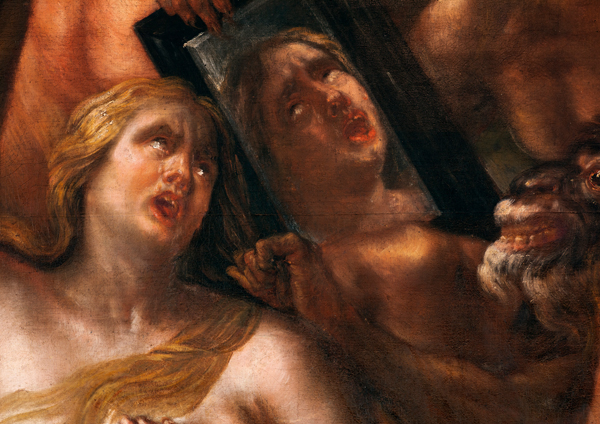

1496年，购买豪宅"Hof ter Vere"，改建为教堂,在1506-1507年进行了扩建。1516年，改建成一个三走道的礼拜堂。在1580年圣像破坏运动之后，它被出售，并部分拆除。1611年，在旧堂的废墟上，建造了一座新教堂。1621年投入使用。 在17世纪晚期，它从一座晚期哥特式建筑改建为一座巴洛克建筑。慷慨的捐赠者提供了丰富的装饰，教堂因此得到绰号"布鲁日沙龙教堂"（salonkerk van Brugge）。

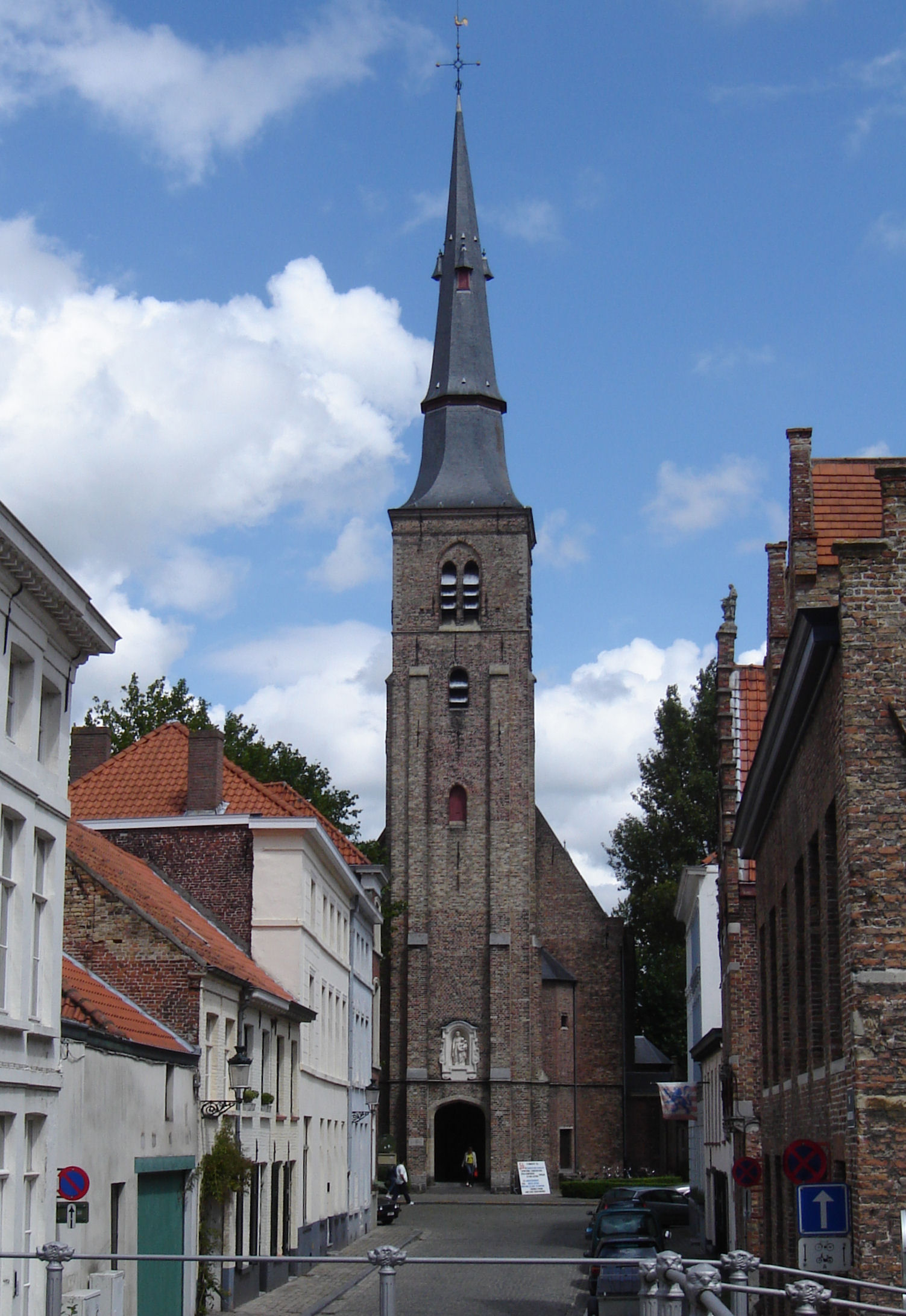
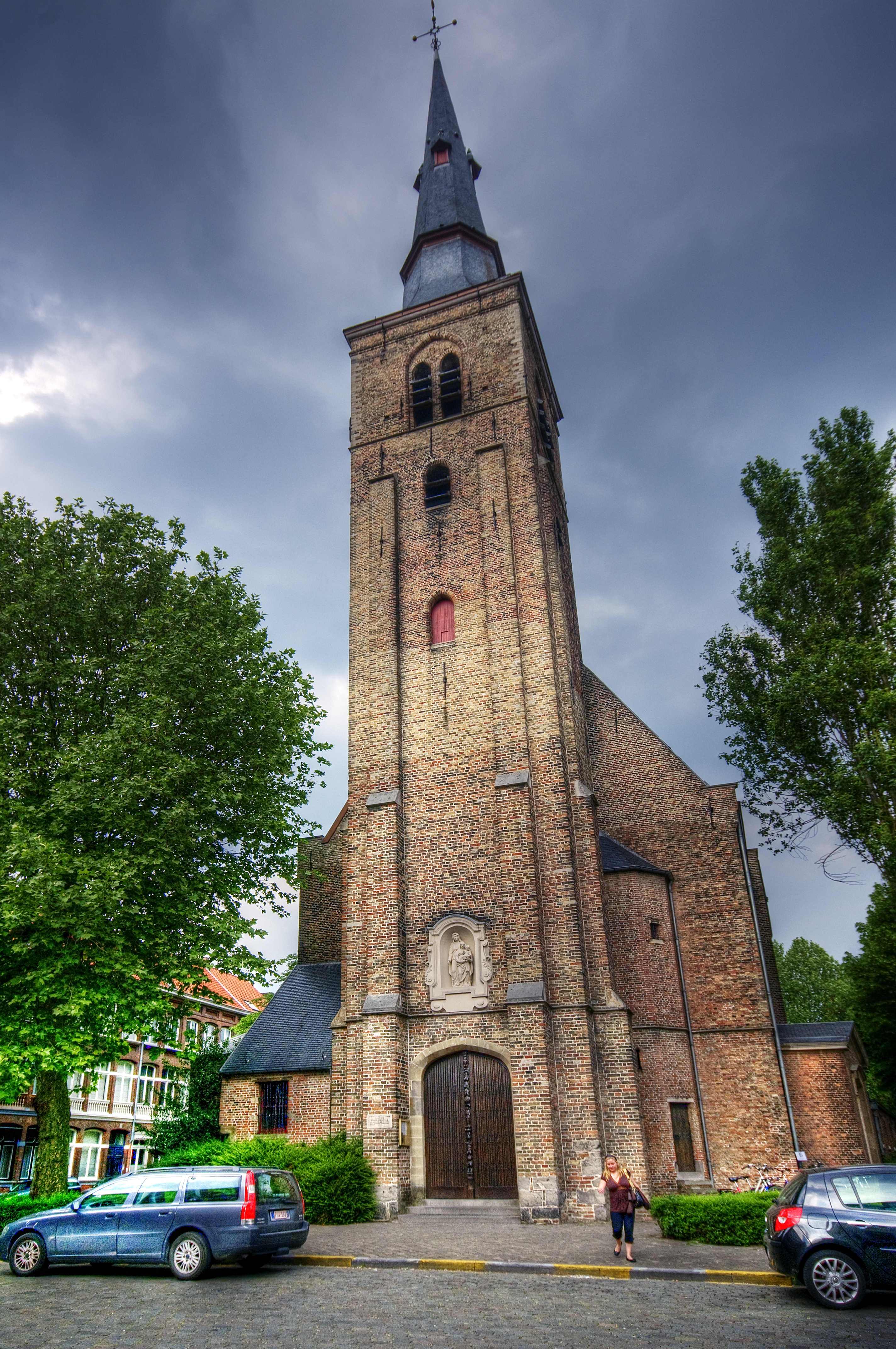
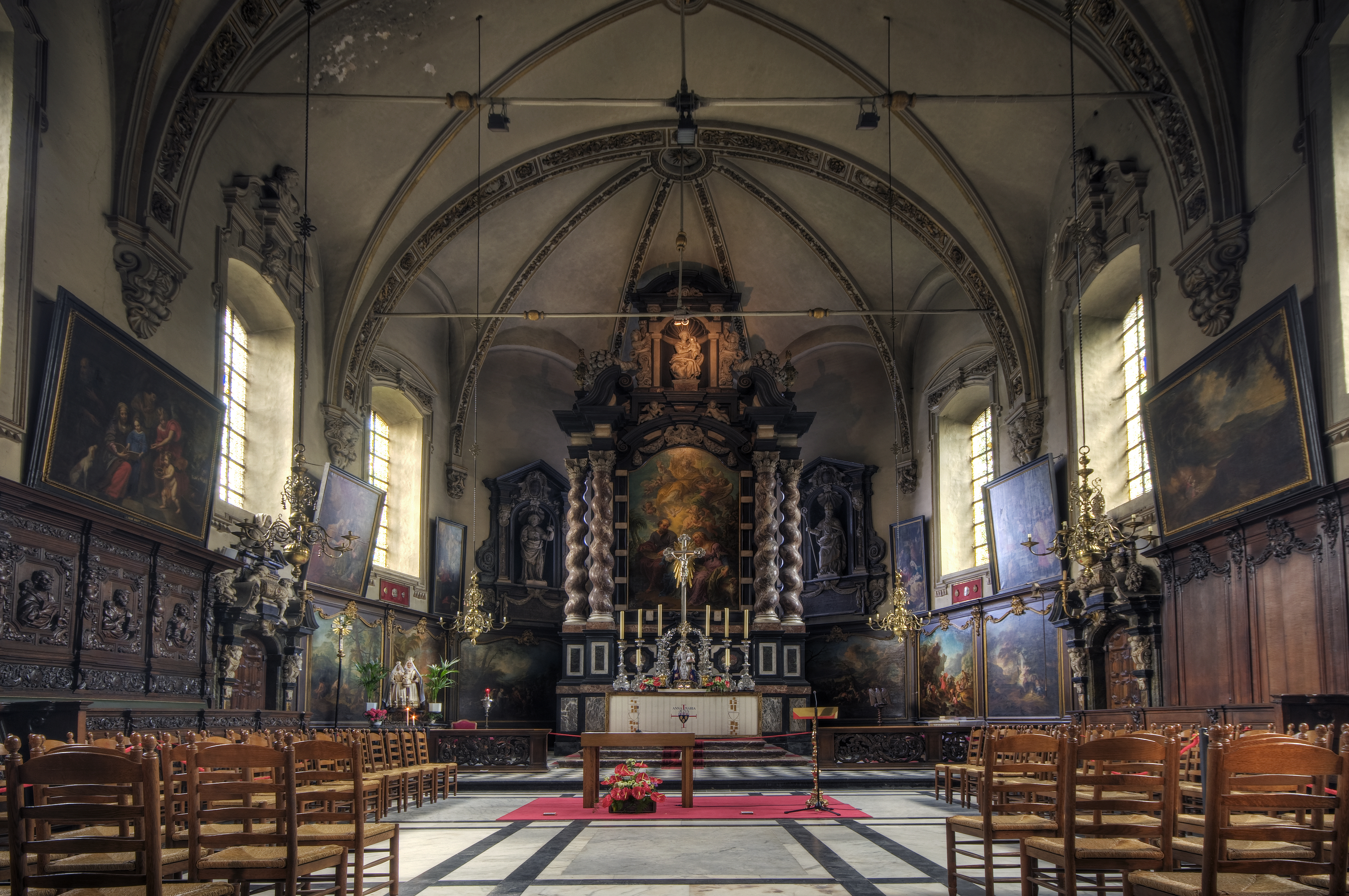
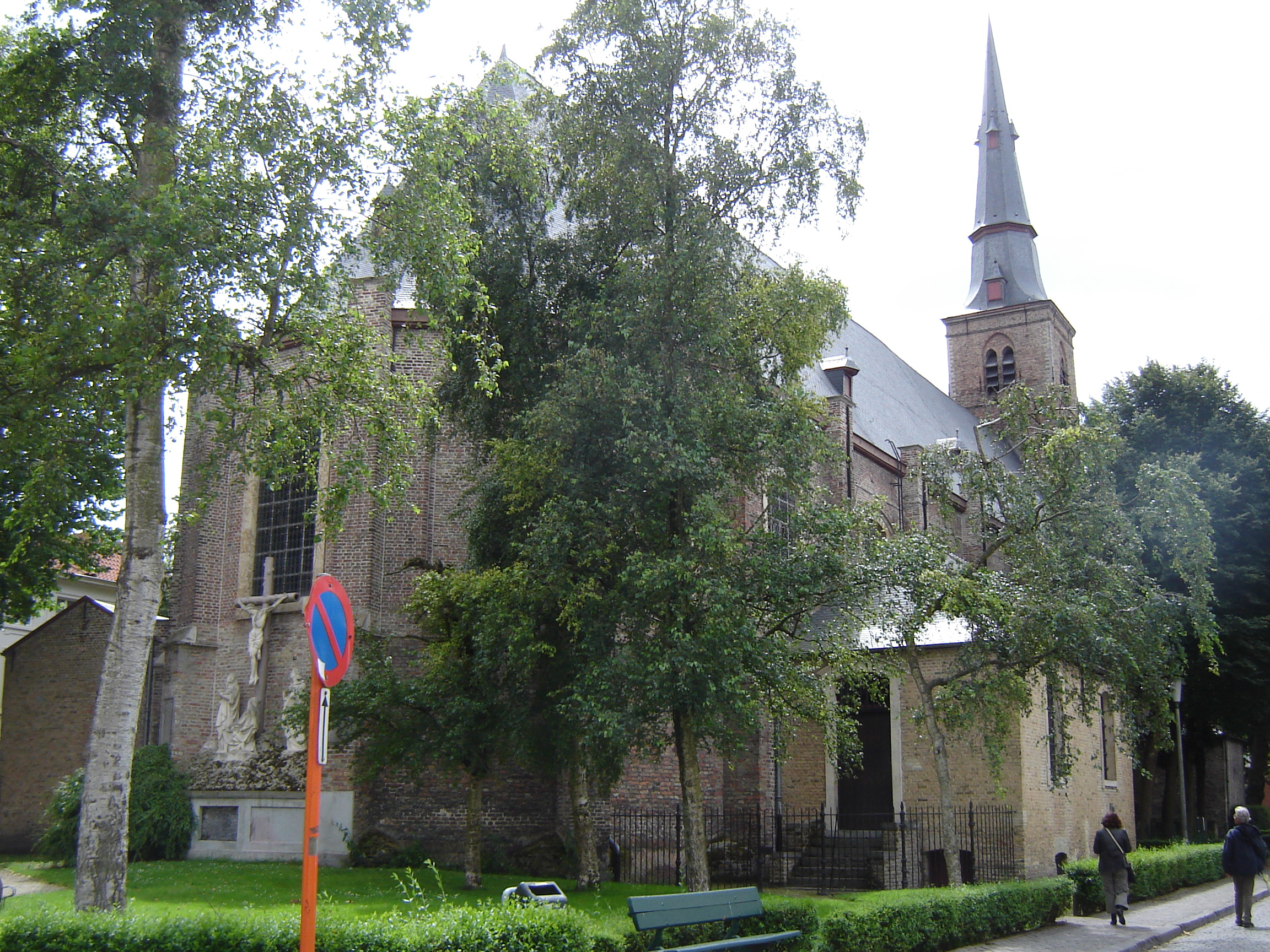

自1956年以来，该教堂一直被列为保护建筑。